# Nicolien Mizee
Nicolien Mizee (Haarlem, 8 januari 1965) is een Nederlands schrijfster. Ze heeft romans, gebundelde brieven en columns geschreven. Ze schrijft onder andere columns bij NRC sinds 2020, en daarvoor van 2007-2008.

## Biografie
De moeder van Mizee was pianolerares en de vader leraar Nederlands. Ze heeft twee zussen.
Mizee had het vanaf het begin van de middelbare school erg moeilijk, zowel op school als erbuiten. Ze begreep de leerstof niet en raakte regelmatig (letterlijk) de weg kwijt. Ze maakte een intelligente indruk, waardoor docenten en een psychiater haar niet geloofden. In een interview in Trouw zegt ze dat ze depressief was. Ze stopte voor het examen met de middelbare school, maar behaalde later via avondonderwijs alsnog haar atheneumdiploma. Als twintiger tot haar vijfendertigste leefde Mizee van een bijstandsuitkering, waarbij ze af en toe werkte als huisschilder of als naaktmodel voor amateurschilders. Ze had het nog steeds erg moeilijk, was depressief en werd uiteindelijk arbeidsongeschikt verklaard. In haar boek De porseleinkast - Faxen aan Ger suggereert ze volgens recensent Rob Schouten in Trouw dat ze autistisch is. Haar vader kocht in die periode een klein huis voor haar in Haarlem.
Vanaf haar 28e volgde ze de opleiding aan de Schrijversvakschool 't Colofon in Amsterdam. Aan het eind van het tweede jaar, in 1994, volgde ze daar lessen scenarioschrijven van scenarioschrijver Ger Beukenkamp. Zij raakte diep van hem onder de indruk en begon hem faxen te sturen. Eerst een paar, dan bijna dagelijks, vele jaren lang. Sinds 2017 worden de faxen gebundeld en uitgegeven door Uitgeverij Van Oorschot. Dik van der Meulen bracht haar op het idee om het te laten publiceren. In 2020 won Mizee de Henriette Roland Holst-prijs voor de bundels De kennismaking - Faxen aan Ger en De porseleinkast - Faxen aan Ger. De Commissie van voordracht bestond uit Sander Bax, Elsbeth Etty en Jaap Goedegebuure.
Ze gaf schrijfles aan de Volksuniversiteit, onder andere aan Ine Boermans. Ze schreef verhalen over die lessen die in 2008 werden uitgebracht door NRC en vervolgens gebundeld in het boek Schrijfles (2009). Deze verhalen en nog meer schrijflesverhalen werden in 2020 gebundeld in De grote wil en andere schrijflesverhalen.
Haar boek Moord op de moestuin (2019) werd het Boek van de Maand bij De Wereld Draait Door en stond op de derde plaats in de CPNB Bestseller 60. Het werd genomineerd voor de BookSpot Literatuurprijs.
Ze publiceerde het boek Dwaalgast - een wandeling in de Van Oorschot-serie Terloops, waarin diverse auteurs een wandeling beschrijven. Ze beschrijft dat ze last heeft van ontwikkelingsgerelateerde topografische desoriëntatie (Engels: Developmental Topographical Disorientation, DTD), een soort "ruimtelijke dyslexie" waardoor ze heel vaak verdwaalt en zeer grote moeite heeft zich te oriënteren.

## Tuin
Mizee heeft een volkstuin en zei in een interview in De Groene Amsterdammer dat ze graag tuinier zou zijn geworden als ze geen schrijver was geworden.

## Prijzen
- 2003: nominatie voor de Libris Literatuur Prijs voor haar boek Toen kwam moeder met een mes
- 2015: shortlist Libris Literatuur Prijs voor haar boek De halfbroer[9]
- 2019: nominatie voor de BookSpot Literatuurprijs voor haar boek Moord op de moestuin[3]
- 2020: Henriette Roland Holst-prijs voor haar boeken De kennismaking en De porseleinkast[1][10]

## Bestseller 60
| Boeken met noteringen in de Nederlandse Bestseller 60 | Jaar van verschijnen | Datum van binnenkomst | Hoogste positie | Aantal weken | Opmerkingen |
| ----------------------------------------------------- | -------------------- | --------------------- | --------------- | ------------ | ----------- |
| Moord op de moestuin                                  | 2019                 | 06-03-2019            | 3               | 14           |             |

## Persoonlijk
In 2009 is Mizee getrouwd met Rob. Daarvoor had ze een relatie met een vrouw. Ze woont in Haarlem.
- Bibliothèque nationale de France: cb15539899m (data)
- Digitale Bibliotheek voor de Nederlandse Letteren: mize001
- Gemeinsame Normdatei: 173643795
- International Standard Name Identifier: 0000 0000 1867 7539
- Library of Congress Control Number: n00030384
- Nederlandse Thesaurus van Auteursnamen: 202456889
- Système universitaire de documentation: 261696122
- Virtual International Authority File: 29843179